# Lusse lelle
Lusse Lelle, Lusse Lella, är en sång som förekommer vid Luciafirande. Precis som med Staffansvisorna finns många folkliga Luciasånger, och enligt uppgift är den av värmländskt ursprung. Lussefirande på kvällen den 12 december och in på natten till Lucia förekom på många orter i Västergötland ända in på 2000-talet. Denna lussetradition gick ut på att man klädde ut sig med otäcka masker och kläder sig så att ingen kunde känna igen personen. Man gick sedan ut i grupp eller ensam och lussade hemma hos folk, ofta i förhoppning om att bli bjuden på stark dryck, och i samband med detta sjöngs lusse lelle och andra lokala sånger. Under 1900-talet förändrades lussegubbens beteendet lite, då han ofta strök omkring i gränder eller på gator och torg med uppsåt att skrämma andra lussegubbar eller helst personer som inte var utklädda. Denna tradition fanns djupt rotad hos Västgötarna ända i på 2000-talet på ett flertal orter såsom Skara, Tidaholm och Vara.

## Inspelningar
En tidig inspelning gjordes av Trio Rita med Einar Groths scalaorkester den 28 oktober 1940, och gavs ut på skiva i november samma år.

## Text
||:Lusse Lelle, Lusse Lelle* 

elva nätter före jul :|| 

||:Nu äro vi hitkomna 

så näst före jul :||

||:Goder morgon** härinne

både kvinna och man:|| 

||:Husbonde uti huset

med sin maka i sin famn:|| 
* Lelle byts ut mot Lella i en annan version.
** Morgon kan bytas ut mot afton